# Voïvodie d'Opole
Pour les articles homonymes, voir Opole.
Ne doit pas être confondu avec Voïvodie d'Opole (1975-1998).
La voïvodie d’Opole (en polonais : Województwo opolskie ; en allemand : Woiwodschaft Oppeln) est l'une des 16 régions administratives (voïvodies) de la Pologne. Son chef-lieu est la ville d'Opole.
La voïvodie fut créée le 1er janvier 1999 à partir de l’ancienne voïvodie d’Opole et de fragments des anciennes voïvodies de Częstochowa, à la suite d'une loi de 1998 réorganisant le découpage administratif du pays. 
Elle se divise en 12 districts (powiats), dont une ville possédant des droits de district, et 71 communes. Le nom de la voïvodie fait référence à la ville la plus importante.
La région d'Opole compte la plus forte minorité de langue allemande de Pologne avec plus de 100 000 personnes.

## Situation géographique
La voïvodie d’Opole est située au sud-ouest de la Pologne. 
La plus grande partie de la voïvodie se trouve sur la plaine de Silésie (Nizina Śląska) mais la partie orientale empiète sur la zone montagneuse de Silésie (Wyżyna Śląska) qui fait partie des Sudètes. L’Oder traverse la région. 
Bien que ce soit la plus petite et la moins peuplée des voïvodies, sa situation géographique et son potentiel économique en font un partenaire de choix pour les autres régions (surtout les voïvodies de Basse-Silésie et de Silésie) et pour les pays voisins. La région a toujours été le carrefour de routes commerciales dont la plus célèbre, la route de l'ambre, passait par l'Italie, la Moravie et la Baltique. Depuis 1997, elle est associée à l’Eurorégion Pradziad qui favorise les échanges commerciaux, culturels et touristiques entre les zones frontalières de la Pologne et de la Tchéquie. La voïvodie se caractérise également par une forte présence de la minorité allemande. La région est le point de passage du trafic terrestre entre l’Allemagne et l’Ukraine.

## Politique
La diétine (sejmik) d'Opole est composée de la façon suivante.
Composition de la diétine (sejmik) d'Opole :
|  |                    | Sièges |
|  | ------------------ | ------ |
|  | Coalition civique  | 14     |
|  | Droit et justice   | 10     |
|  | Troisième voie     | 1      |
|  | Minorité allemande | 5      |

Élections de 2018 :
- Plate-forme civique, 13 sièges
- Droit et justice, 10 sièges
- Minorité allemande, 5 sièges
- Parti paysan polonais, 2 sièges

Élections de 2014 :
- Plate-forme civique, 9 sièges
- Parti paysan polonais, 8 sièges
- Minorité allemande, 7 sièges
- Droit et justice, 5 sièges
- Alliance de la gauche démocratique, 1 siège

Élections de 2010 :
- Plate-forme civique, 12 sièges
- Minorité allemande, 6 sièges
- Droit et justice, 5 sièges
- Alliance de la gauche démocratique, 5 sièges
- Parti paysan polonais, 2 sièges

Élections de 2006 :
- Plate-forme civique, 8 sièges
- Droit et justice, 8 sièges
- Minorité allemande, 7 sièges
- Alliance de la gauche démocratique, 4 sièges
- Parti paysan polonais, 3 sièges

Élections de 2002 :
- Alliance de la gauche démocratique, 11 sièges
- Minorité allemande, 7 sièges
- Ligue des familles polonaises, 3 sièges
- Parti paysan polonais, 3 sièges
- Plate-forme civique, 3 sièges
- Autodéfense de la république de Pologne, 3 sièges

## Plus grandes villes
(Population au 2006)
- Opole (128 034 habitants)
- Kędzierzyn-Koźle (65 572 habitants)
- Nysa (47 283 habitants)
- Brzeg (38 303 habitants)
- Kluczbork (25 910 habitants)
- Prudnik (23 133 habitants)
- Strzelce Opolskie (20 059 habitants)
- Krapkowice (18 112 habitants)

## Économie
Principaux secteurs d'activité :
- industrie des matériaux de construction
- industrie alimentaire
- industrie du meuble
- chimie
- industrie automobile

## Noms de famille les plus fréquents
1. Nowak : 5 538
2. Wieczorek : 2 654
3. Mazur : 2 512